# 日光市立南原小学校
日光市立南原小学校（にっこうしりつ みなみはらしょうがっこう）は、栃木県日光市土沢にある公立小学校。

## 概要
通称は「南小」「南原小」「南原」「なんばら」である。下野大沢駅付近にある。

### 学校の様子
- 校庭が広く、ナイターが設備もある。
- 敷地内にプール、児童クラブが設備されている。
- クラス換えは原則、3年時と5年時の年度初めの2度行われる。
- 東校舎は増設されたため、本校舎に比べ日当たりが悪く風通しも悪いが、教室の黒板の高さを調節することができる。

## 沿革
- 1987年（昭和62年）4月1日 - 今市市立南原小学校として創立
- 1988年1月30日 - 屋内運動場（体育館）完成
- 1989年10月17日 - 栃木県及び今市市教育委員会指定体育研究学校研究発表会開催
- 1994年3月10日 - プール完成
- 1996年12月16日 - 東校舎完成
- 1998年2月15日 - 創立10周年記念並びに校舎増築落成記念式典挙行
- 2006年（平成18年）
  - 3月31日 - 市町村合併により日光市立南原小学校と改称
  - 10月28日 - 創立20周年の集い実施
- 2007年3月20日 - 日光市立南原小学校として初めての卒業式が行われる。

## 委員会
5年生以上が参加する。いずれも2015年度（平成27年度）のもの。
- スポーツ委員会
- 運営委員会
- 保健委員会
- 環境委員会
- 国際福祉委員会
- 図書委員会
- 放送広報委員会
- 給食委員会

## クラブ活動
4年生以上が参加できる。いずれも2015年度（平成27年度）のもの。
- 屋内スポーツクラブ
- ユニホッククラブ
- 卓球クラブ
- 屋外スポーツクラブ
- サッカークラブ
- イラスト・マンガクラブ
- アニメーションクラブ
- 科学実験クラブ

## 通学区域
- 日光市
  - 土沢の一部[1]
  - 板橋の一部
  - 木和田島の一部
  - 明神の一部

## 進学先中学校
- 日光市立大沢中学校
- 日光市立東原中学校
- 日光市立落合中学校

## 交通
- JR日光線 下野大沢駅より徒歩15分（約1.1km）